# Cuộc chiến trên thảo nguyên
Cuộc chiến trên thảo nguyên (tiếng Anh: Myn Bala, tiếng Kazakh: Жаужүрек мың бала) là một bộ phim sử thi kinh điển của Kazakhstan năm 2011 mô tả cuộc chiến tranh du mục vào thế kỷ 18 giữa người Kazakh và Dzungar Khanate. Bộ phim được thực hiện để kỷ niệm 20 năm độc lập của Kazakhstan từ Liên Xô. Chiến thắng quyết định chống lại những kẻ xâm lược Dzungar đã đến trong trận Anyrakay vào năm 1729, một ngày để vinh danh sự tự do và nền độc lập ở Kazakhstan. Chi phí sản xuất của nó vào khoảng hơn 7 triệu đô la USD.
Bộ phim được chọn làm đề cử cho Phim ngoại ngữ xuất sắc nhất tại Lễ trao giải Oscar lần thứ 85, nhưng nó không đưa ra danh sách rút gọn cuối cùng.

## Ý nghĩa
Bộ phim là một câu chuyện phổ quát về sự tự do của tinh thần con người và cuộc đấu tranh chống lại chế độ nô lệ và ách chuyên chế, về tình yêu, sự mất mát và phản bội. Nó được nhìn thấy qua đôi mắt của trẻ em và thanh thiếu niên Kazakhstan thật đơn giản.